# Dejah Thoris

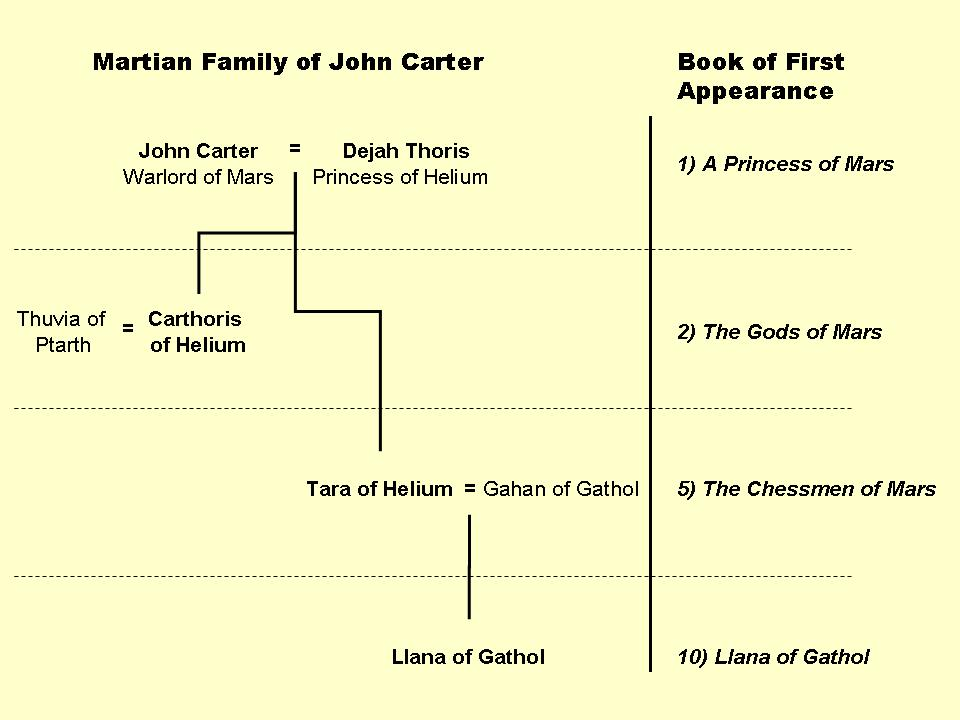
Los descendientes de Dejah Thoris y John Carter

Dejah Thoris es un personaje ficticio y princesa de la ciudad-estado/imperio marciano de Helium en la serie de novelas marcianas de Edgar Rice Burroughs. Ella es la hija de Mors Kajak, Jed (cacique) de Helium Menor, y la nieta de Tardos Mors, Jeddak (señor supremo o rey supremo) de Helium. Ella es el interés amoroso y más tarde la esposa de John Carter, un terrestre transportado místicamente a Marte, y posteriormente la madre de su hijo Carthoris y su hija Tara. Ella desempeña el papel de la convencional damisela en apuros que debe ser rescatada de varios peligros, pero también es retratada como una aventurera competente y capaz por derecho propio, totalmente capaz de defenderse y sobrevivir por sí sola en las tierras baldías de Marte.

## Descripción
A excepción de algunas joyas, todas las razas del planeta parecen evitar la ropa y desprecian a los habitantes de la Tierra porque sí la usan. Así describe Burroughs a Dejah Thoris:

Y la visión que se presentó ante mis ojos fue la de una figura delgada y juvenil, similar en cada detalle a las mujeres terrenales de mi vida pasada... Su rostro era ovalado y extremadamente hermoso, cada una de sus facciones estaba finamente esculpida y era exquisita, sus ojos grandes y brillantes, y su cabeza coronada por una abundante cabellera ondulada de un negro azabache, recogida de manera suelta en un peinado extraño pero favorecedor. Su piel era de un color cobrizo claro, contra el cual el resplandor carmesí de sus mejillas y el rubí de sus bellamente modelados labios brillaban con un efecto sorprendentemente realzado.

Estaba tan desprovista de ropa como los marcianos verdes que la acompañaban; de hecho, salvo por sus adornos finamente elaborados, estaba completamente desnuda, y ninguna vestimenta podría haber realzado la belleza de su figura perfecta y simétrica.

## Historial de publicación
Dejah Thoris apareció por primera vez como el personaje principal en la novela inicial de Marte, Una princesa de Marte (1917). Escrita entre julio y el 28 de septiembre de 1911, la novela se publicó por entregas con el título Under the Moons of Mars en la revista pulp The All-Story de febrero a julio de 1912. Más tarde apareció como novela completa sólo después del éxito de la serie Tarzán de Burroughs. Para su publicación en tapa dura en octubre de 1917 por AC McClurg & Company, la novela fue retitulada Una princesa de Marte.
Reapareció en volúmenes posteriores de la serie, más prominentemente en el segundo, Dioses de Marte (1918), el tercero, El señor de la guerra de Marte (1919), el octavo, Espadas de Marte (1936), y el undécimo, John Carter de Marte (1964). Dejah Thoris también es mencionada o apareció en un papel menor en otros volúmenes de la serie.

## Otros medios

### Historietas
Dejah Thoris ha aparecido en numerosas adaptaciones de las historias marcianas, como en una historia de 1995 de la tira cómica de Tarzán de los domingos y varias series de cómics protagonizadas por su marido John Carter. Se la menciona en el primer número de La Liga de los Hombres Extraordinarios, Volumen II, durante una conversación entre John Carter y Gullivar Jones.
Ella es un personaje destacado en Warlord of Mars de Dynamite Entertainment, basado en A Princess of Mars. El cómic Warworld comenzó en 2010  y finalizó en 2014 con 35 números. Dejah aparece por primera vez en el número 6. Dejah Thoris también es el personaje principal del cómic spin-off de Dynamite, Warlord of Mars: Dejah Thoris, que tuvo 37 números. Ambientada 400 años antes de Una princesa de Marte, el primer arco argumental retrata el papel de Dejah en el ascenso al poder del Reino de Helium, así como a su primer pretendiente. El segundo arco de la historia la representará como la "Reina Pirata de Marte", otros arcos de la historia son: "La Bruja Boora", "Los Hombres Piratas de Saturno", "El Ascenso de los Hombres Máquina", "Los Fantasmas del Tiempo" y "Duelo a Muerte". Cada uno de ellos fue recopilado en un libro de bolsillo comercial. La serie completa se está recopilando en una serie de volúmenes ómnibus, el primero de los cuales recopila los primeros 20 números. También hubo otras dos miniseries: Dejah Thoris y los simios blancos de Marte (2012), de 4 números, y Dejah Thoris y los hombres verdes de Marte (2013-2014), de 12 números. En la serie de 2018 Warriors of Mars, su madre es presentada como la Princesa Heru del Teniente. Gullivar Jones: Sus vacaciones. Una nueva serie que comenzó en 2019 fue escrita por Dan Abnett. y luego dio lugar a una secuela de esa serie llamada Dejah vs John Carter 
En diciembre de 2022 se anunció una nueva serie antes de conocer a John y está ambientada mil años antes de John Carter.

### En la cultura popular
En el libro Morning Star de Pierce Brown, Dejah Thoris es el nombre de un acorazado dreadnought, que pertenece a un personaje apodado Mustang.
La Dra. Dejah Thoris "Deety" (por DT) Carter, de soltera Burroughs, es una protagonista de El número de la bestia y La búsqueda de Pankera de Robert A. Heinlein. Dejah Thoris de Burroughs también es mencionada en la novela Glory Road de Heinlein por el protagonista cuando contempla a su compañera femenina, Star.
En la historia "Marte: El frente interno" de George Alec Effinger, Dejah Thoris es secuestrada por los sarmaks y llevada a su base de armas espaciales. John Carter reúne una fuerza barsoomiana para rescatarla y frustrar el plan de los sarmaks de invadir Jasoom.
En el cuento corto anterior de la precuela "Allan y el velo roto" de Alan Moore, un Carter "perdido en el tiempo" tiene una visión de sí mismo luchando contra un marciano verde y ganando a Dejah Thoris en un "aleph de cronocristal" (de "El Aleph" de Jorge Luis Borges).
En The Apocalypse Troll de David Weber, Richard Aston se refiere a la mujer de apariencia muy humana que rescató de un OVNI que se hundía como Dejah Thoris.
En el libro de Junot Díaz La maravillosa vida breve de Óscar Wao, Oscar describe a una niña vecina como "tan bonita que podría haber interpretado a la joven Dejah Thoris".
En la novela debut de L. Neil Smith, The Probability Broach, la científica Dra. Dora Jayne Thorens es un personaje secundario.
En el juego de mesa ANDROID, uno de los seis sospechosos de asesinato, una mujer humana de la colonia de Marte, se llama Dejah Thoris.
En Battle Angel Alita: Mars Chronicle, volumen 7, página 37, una de las naves espaciales se llama Dejah Thoris, en referencia directa a las novelas.
Dejah Thoris es también el nombre de un barco en el que se ve al Profesor Xavier en Uncanny X-Men #98.

### Películas
Traci Lords interpretó a Dejah Thoris en la película de The Asylum, dirigida directamente a DVD Princess of Mars.
En la película de Disney John Carter, estrenada el 9 de marzo de 2012, es interpretada por Lynn Collins. En esta versión, ella es la hija de Tardos Mors, en lugar de su nieta, y también es la científica principal de Helium.
Dejah Thoris es el nombre de la "Bruja belga de Marwencol" en el documental Marwencol, en el que se basa la película Bienvenidos a Marwen, interpretada por Diane Kruger.